# Cinguloterebra
Cinguloterebra is een geslacht van weekdieren uit de klasse van de Gastropoda (slakken).

## Soorten
- Cinguloterebra adamsii (E. A. Smith, 1873)
- Cinguloterebra anilis (Röding, 1798)
- Cinguloterebra binii Aubry, 2014
- Cinguloterebra boucheti (Bratcher, 1981)
- Cinguloterebra caddeyi (Bratcher & Cernohorsky, 1982)
- Cinguloterebra commaculata (Gmelin, 1791)
- Cinguloterebra connelli (Bratcher & Cernohorsky, 1985)
- Cinguloterebra cumingii (Deshayes, 1857)
- Cinguloterebra eximia (Deshayes, 1859)
- Cinguloterebra fernandae (Aubry, 1991)
- Cinguloterebra floridana (Dall, 1889)
- Cinguloterebra fujitai (Kuroda & Habe, 1952)
- Cinguloterebra insalli (Bratcher & Burch, 1976)
- Cinguloterebra jenningsi (Burch, 1965)
- Cinguloterebra lima (Deshayes, 1857)
- Cinguloterebra mamillata (Watson, 1886)
- Cinguloterebra mariesi (E. A. Smith, 1880)
- Cinguloterebra marrowae (Bratcher & Cernohorsky, 1982)
- Cinguloterebra neglecta Poppe, Tagaro & Terryn, 2009
- Cinguloterebra pretiosa (Reeve, 1842)
- Cinguloterebra punctum Poppe, Tagaro & Terryn, 2009
- Cinguloterebra raybaudii (Aubry, 1993)
- Cinguloterebra russetae (Garrard, 1976)
- Cinguloterebra salisburyi (Drivas & Jay, 1998)
- Cinguloterebra stearnsii (Pilsbry, 1891)
- Cinguloterebra vicdani (Kosuge, 1981)